# Hielle & Dittrich

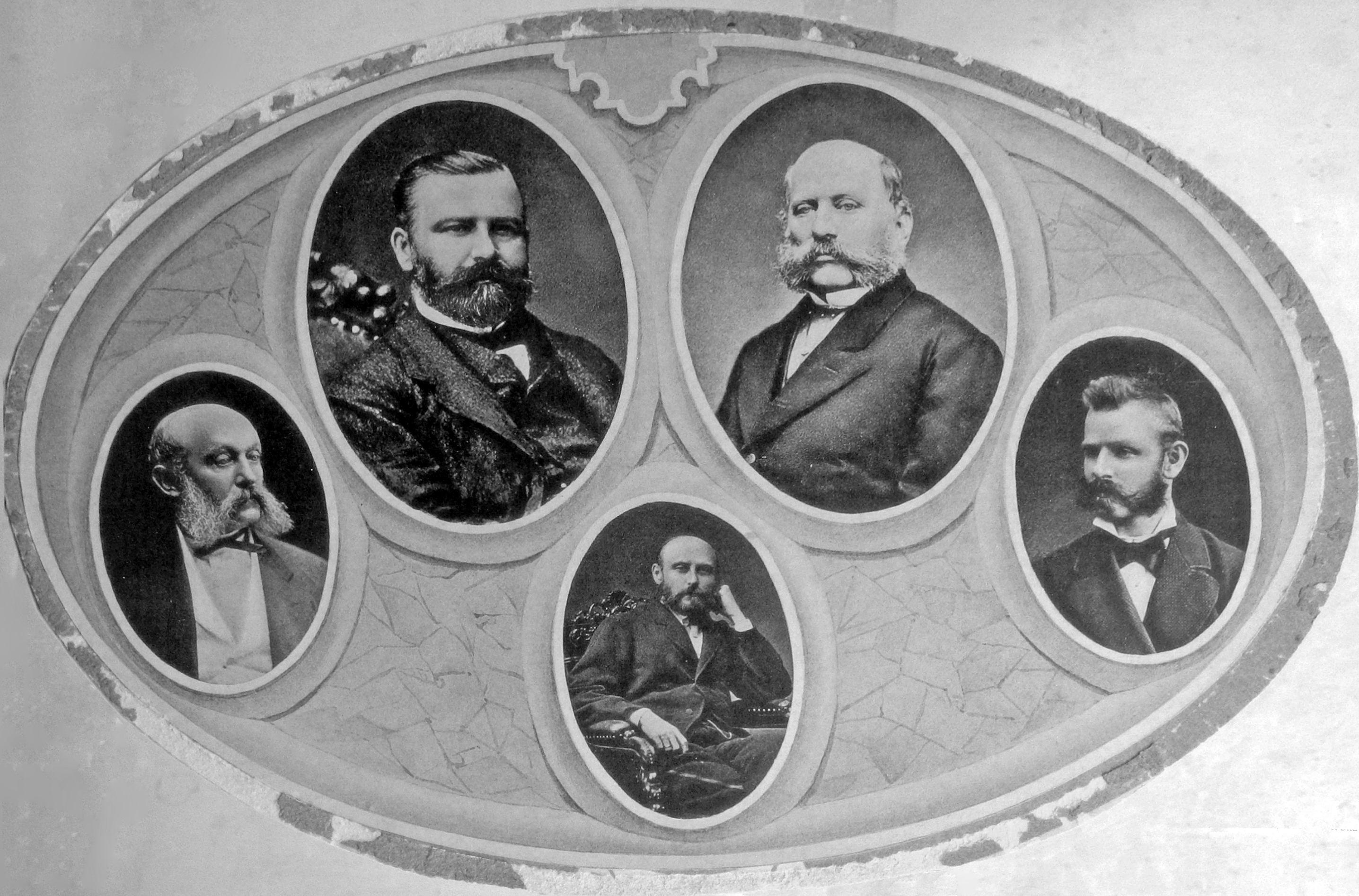
Gesellschafter der ehemaligen Firma „Hielle & Dittrich“ Schönlinde

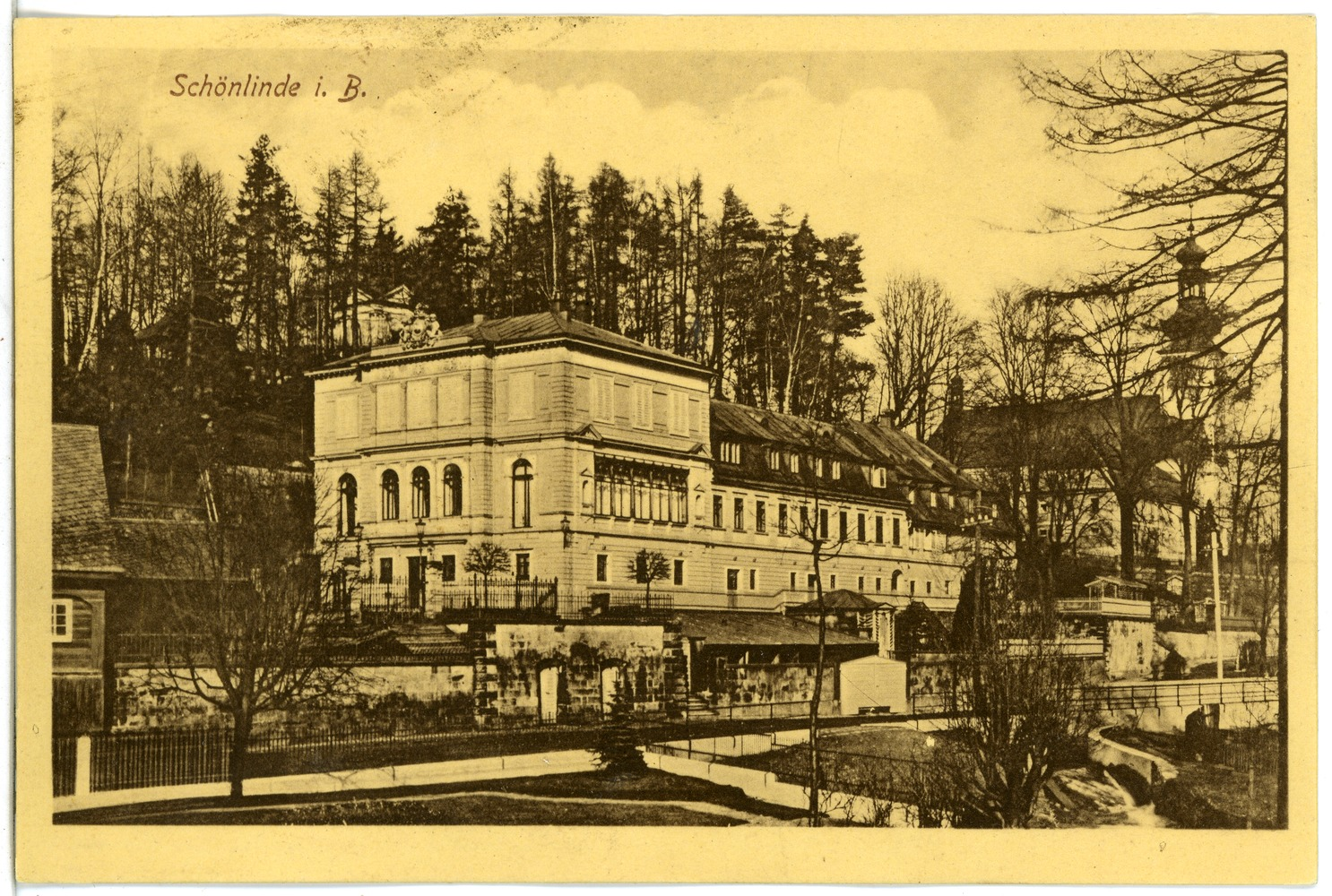
Villa „Hirsch“ der Familie Dittrich und Firmensitz von „Hielle & Dittrich“ bis 1945

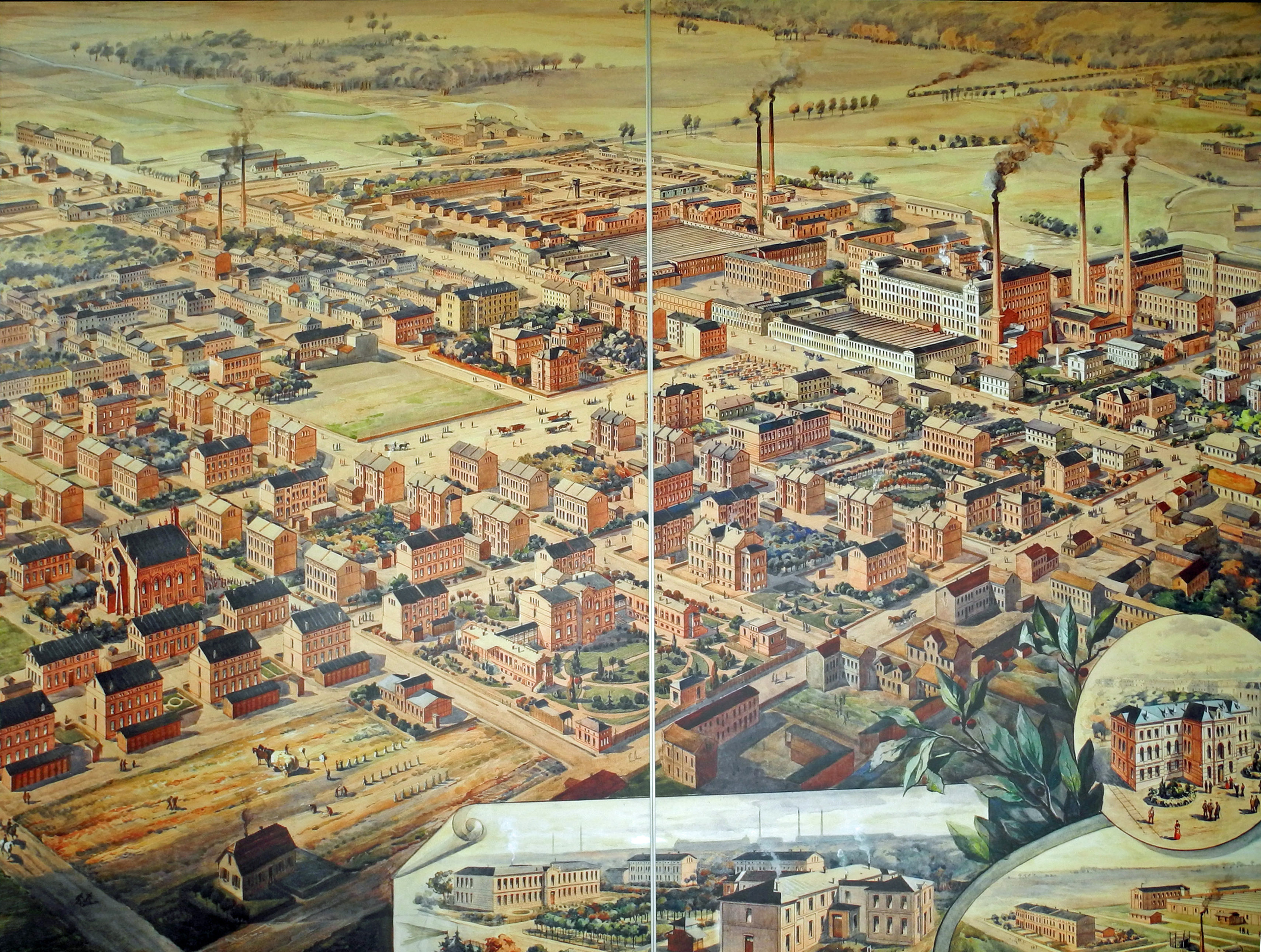
Alte Ansicht von Żyrardów (vor 1900)

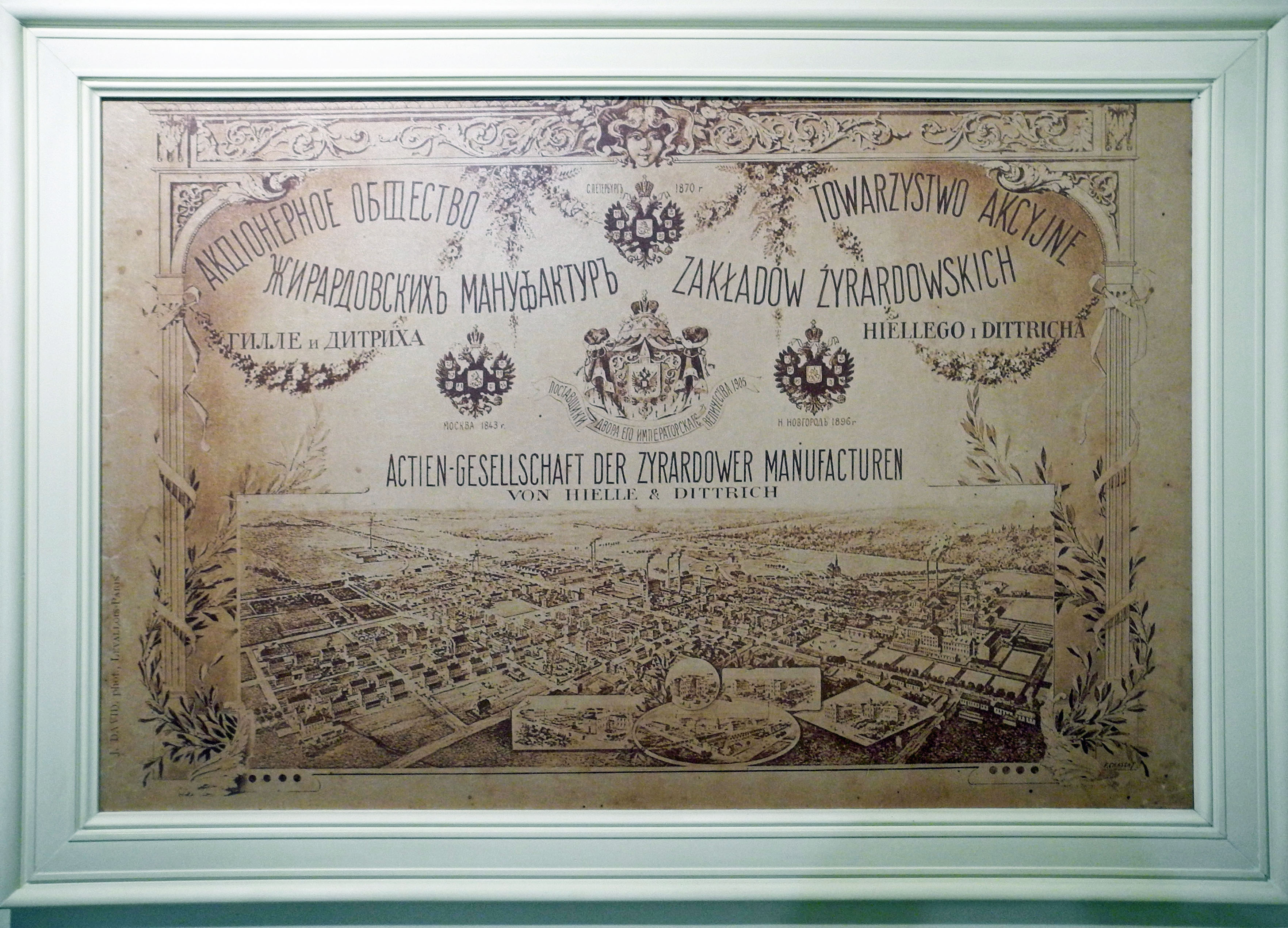
Alte Aktie der Zyrardower Manufacturen Hielle & Dittrich

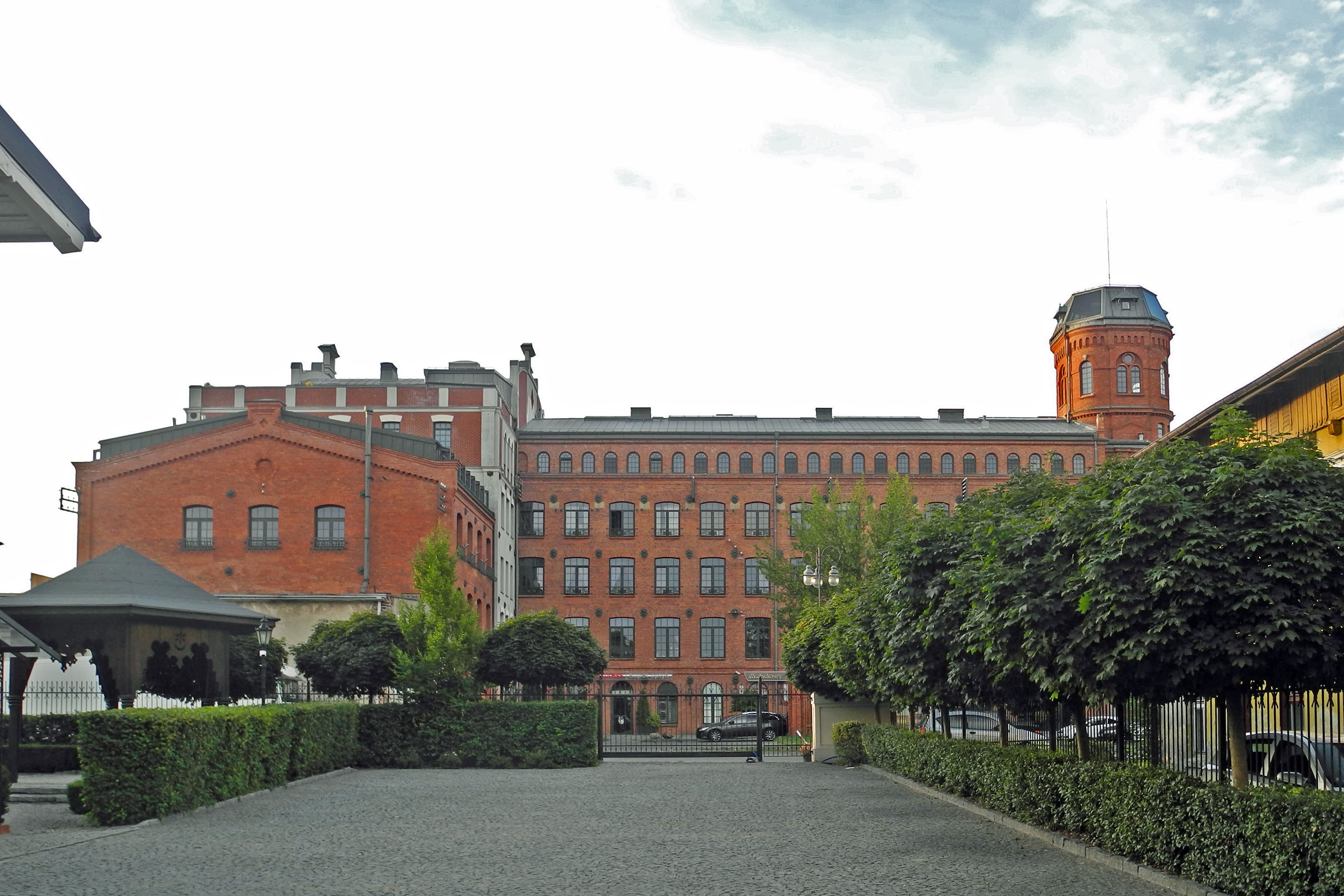
Alte Spinnerei in Żyrardów

Hielle & Dittrich war ein bedeutendes Unternehmen der Textilindustrie in Schönlinde (heute tschechisch Krásná Lípa) in Böhmen und später der Tschechoslowakei. Die Unternehmensgeschichte ist eng verbunden mit den untereinander verwandten Eigentümer-Familien Hielle und Dittrich.

## Unternehmensgeschichte
Das Unternehmen Hielle & Dittrich wurde von Carl Dittrich und Karl Theodor Hielle am 1. Januar 1849 als Garnhandelsfirma in Schönlinde mit einer Niederlassung in Mährisch Schönberg (tschechisch Šumperk) gegründet. Im Jahr 1857 kauften die Eigentümer von einer Warschauer Bank die Textilbetriebe (Flachsspinnerei, Weberei und Bleicherei) in Żyrardów bei Warschau im damaligen Russisch-Polen, die in der Folge als Zyrardower Manufacturen Hielle & Dittrich firmierten. Diese Tochtergesellschaft betrieb damals 3000 Spindeln und hatte etwa 500 Beschäftigte. Die sogenannte „Alte Spinnerei“ war von 1826 bis 1833 vom französischen Ingenieur Philippe Henri de Girard, dem Erfinder der Flachsspinnmaschine, in dem von ihm erbauten und nach ihm benannten Żyrardów errichtet worden.
Die Spinnereien wurden weiter ausgebaut, so dass das Unternehmen um 1883 bereits 1900 Beschäftigte und einen Umsatz von 1 Million Rubel hatte. Zum Unternehmen gehörte außerdem die Baumwollfabrik in Zduńska Wola bei Sieradz in Russisch-Polen. Die Textilfabriken prägten in der Folge das Gesicht der Stadt Żyrardów. Für die Mitarbeiter wurde ein komplettes Wohngebiet mit heute denkmalgeschützten Backsteinbauten errichtet, in dem sich Kirchen, ein Kindergarten, eine Schule und ein Krankenhaus befanden.
Durch die Propaganda linksradikaler Parteien kam es im April 1883 in den Werken zum ersten Massenstreik in Polen.
Nach dem Tod von Carl Dittrich wurde das Unternehmen von seinem Sohn Carl Dittrich jr. weitergeführt und 1885 in eine Aktiengesellschaft umgewandelt. Vorstandsvorsitzender war bis 1905 Carl Dittrich jr., der 350 von 600 Aktien hielt und damit die Mehrheit und Entscheidungshoheit besaß.
Um 1900 waren etwa zehntausend Mitarbeiter beschäftigt. Der Umsatz belief sich auf über 6 Millionen Rubel im Jahr. Das Unternehmen hatte im damaligen Russland und Russisch-Polen etwa 40 Niederlassungen. Im Jahr 1912 wurde die sogenannte „Neue Spinnerei“ erbaut. Große Teile des Werks wurden im Ersten Weltkrieg zerstört bzw. waren im Jahr 1915 von der Demontage durch die Russen betroffen. Im Jahr 1920 hielt das Unternehmen Hielle & Dittrich noch 30 % der Aktien der Żyrardówer AG.
Nach dem Wiederaufbau 1923 wurde das Unternehmen von der französischen Aktiengesellschaft Marcel Boussac erworben, 1936 jedoch verstaatlicht. Nach dem Zweiten Weltkrieg wurde das Werk wieder aufgebaut und war dann ein bedeutendes Baumwollkombinat in Polen.
Die übrigen Besitzungen von Hielle & Dittrich in Böhmen, Mähren, Österreich, Italien und Deutschland wurden von Schönlinde aus verwaltet. Die Werke in der Tschechoslowakei wurden 1945 enteignet, zunächst unter selben Namen und seit dem 10. November 1947 als Volkseigener Betrieb ELITE Varnsdorf weitergeführt. Der Volkseigene Betrieb bestand aus insgesamt zwölf Werken unterschiedlicher privater Gründer. Nach der Samtenen Revolution 1989 wurden Betriebsteile umstrukturiert und teilweise in Aktiengesellschaften umgewandelt.

## Die Unternehmerfamilien

### Familie Hielle

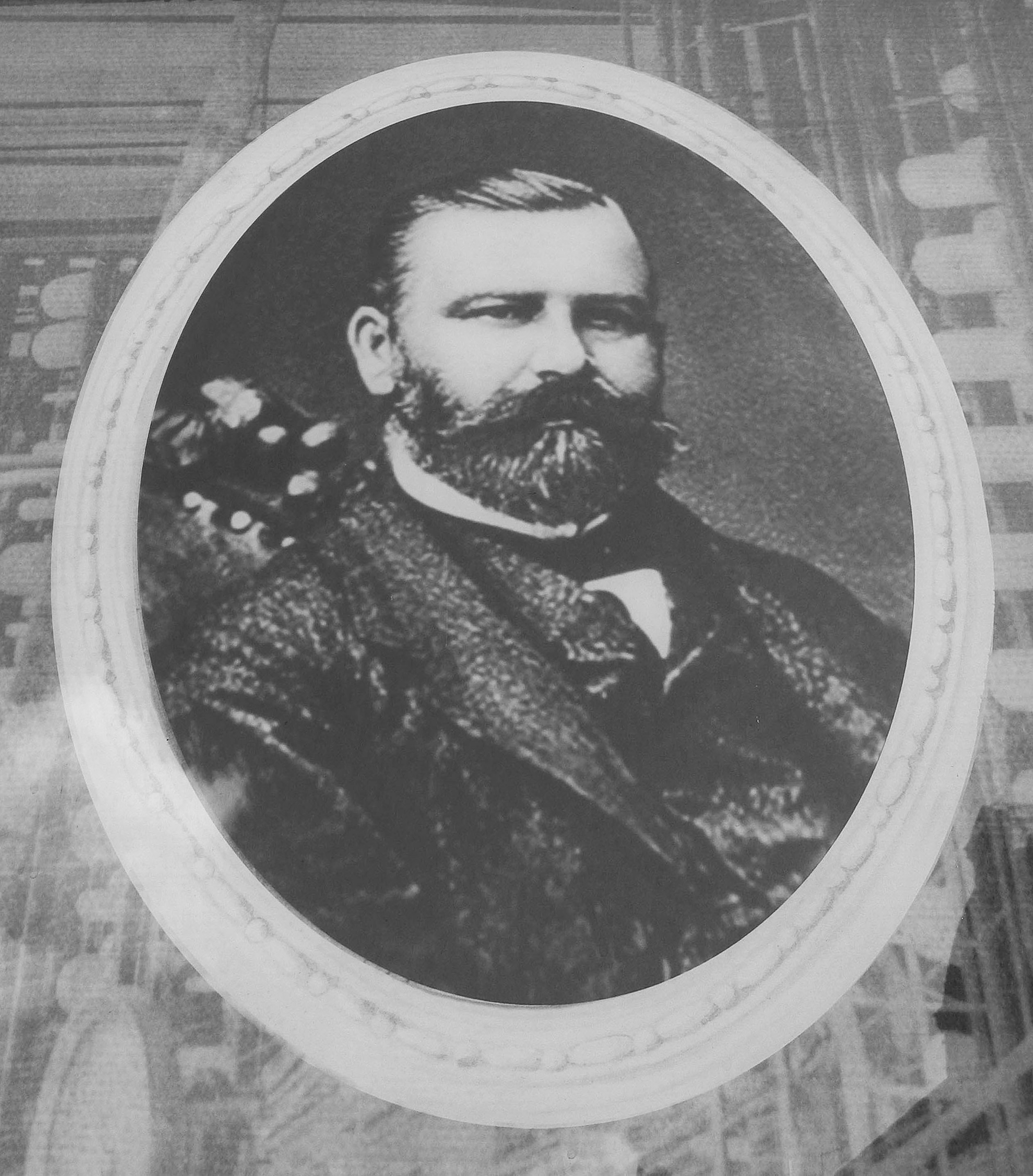
Karl Theodor Hielle

- Karl Theodor Hielle (* 20. Juli 1822 Schönbüchel-Krásný Buk, heute Ortsteil von Krásná Lípa; † 26. März 1871 Berlin) war 1849 der Mitbegründer des Unternehmens Hielle & Dittrich in Schönlinde. Seine Eltern waren der Kaufmann und Textilwarenfabrikant Wolfgang Hielle (1787–1844) aus Schönbüchel und Maria Karolina Veronika Hielle geb. May (1795–1850). Er heiratete 1847 Flora Johanna geb. May (1823–1904), Tochter des Kaufmanns Franz Nikolaus May (1791–1872) in Schönlinde.[7]
- Eduard Josef Hielle (1824–1884), ein Bruder von Karl Theodor Hielle, war 1851 Mitbegründer des Unternehmens Hielle & Wünsche in Schönbüchel (später in Schönlinde und Rumburg), das seit 1856 eine Niederlassung in Wien unterhielt. Er war seit 1871 Direktor und Webereileiter von Hielle & Dittrich in Żyrardów, von 1873 bis 1884 Teilhaber des Unternehmens, seit 1882 Direktor der Wiener Niederlassung des Unternehmens Hielle & Wünsche.[8][9]
- Wolfgang Hielle (* 7. Februar 1820 Schönbüchel; † 30. Oktober 1869 Schönbüchel), ein Bruder von Karl Theodor Hielle, war als Kaufmann und Politiker Teilhaber bei Hielle & Dittrich.
- Franz Karl Hielle (* 25. Juli 1848–1891), ein Sohn von Karl Theodor Hielle, war Kaufmann, Textilunternehmer, Politiker, Reichsrats- und Landtagsabgeordneter und Mitinhaber bei Hielle & Wünsche (mit etwa 500 Beschäftigten in der Weberei und Zwirnerei) in Schönlinde. Er besuchte eine Realschule in Prag und studierte am Polytechnikum Dresden. Er heiratete Gabriela Wagner aus Mährisch Schönberg, wo sie in der Niederlassung des Unternehmens Hielle & Wünsche tätig war. Ab 1884 war er Mitglied der Reichenberger Gewerbekammer, 1885 gewann er ein Mandat im Böhmischen Landtag und ab 1887 saß er im Reichsrat in Wien als Vertreter für die Städte Rumburg, Schönlinde, Varnsdorf und Kreibitz. Am 17. November 1891 starb er bei einem Aufenthalt in Wien an einen Schlaganfall.[10]
- Eduard Hielle (* 18. Januar 1850; † 13. Juni 1895), ein Sohn von Karl Theodor Hielle, war verheiratet mit Elisabeth Dittrich, einer Tochter von Carl August Dittrich. Er war Kaufmann und Mitinhaber bei Hielle & Dittrich, außerdem Mitinhaber bei Hielle & Wünsche. In den Jahren von 1885 bis 1887 ließ er an der Prager Straße in Schönlinde die Familienvilla von den Dresdner Architekten William Lossow und Hermann Viehweger im Stil der Neorenaissance erbauen, die in den 1930er Jahren verkauft wurde.[11]
- Karl Wolfgang Hielle (* 3. Dezember 1874 in Schönlinde; † 5. Dezember 1959 in Stuttgart), ein Sohn von Franz Karl Hielle, absolvierte ein Jura-Studium an der Karl-Ferdinands-Universität (Deutsche Universität) in Prag. Er war Mitglied der Reichenberger Gewerbekammer und arbeitete im Familienunternehmen Hielle & Wünsche und bei Regenhart & Raymann in Freiwaldau, dessen stiller Teilhaber Carl Dittrich war.
- Paul Hielle (* 6. April 1878 in Schönlinde; † 27. März 1942 ebenda), ein Sohn von Franz Karl Hielle, war Prokurist bei Hielle & Wünsche in Schönlinde, Nr. 480. Er heiratete 1905 Marie Helene Römisch. Seine Söhne waren die Unternehmer Rolf Karl Adolf Hielle, der das Unternehmen ROHI gründete, und Fritz Hielle, der zusammen mit Lothar Koch das Unternehmen Hielle & Koch gründete.
- Alfred Hielle (* 21. September 1875 in Zyrardów; † 2. Juli 1949 in Wegscheidel Nr. 125), ein Sohn von Eduard Hielle (* 1850), war Mitinhaber bei Hielle & Dittrich und Motorsport-Liebhaber, er handelte mit Bugatti-Fahrzeugen in Zusammenarbeit mit Kögler und Liebisch in Schönlinde und nahm an Straßenrennen teil (z. B. an der Prinz-Heinrich-Fahrt vom 10. bis 18. Juni 1909, an der Karlsbad-Rundfahrt am 5. Oktober 1920). Er war Mitbegründer der Schöberbergrennen, die ab 1922 von der Kreuzung in Jiřetín pod Jedlovou (Sankt Georgenthal) zum 602 m hohen Schöberberg-Sattel (Stožecké sedlo) auf der Fernstraße Nr. I/9 führten. Sein Sohn war Karl Heinz Hielle.[12][13]

### Familie Dittrich

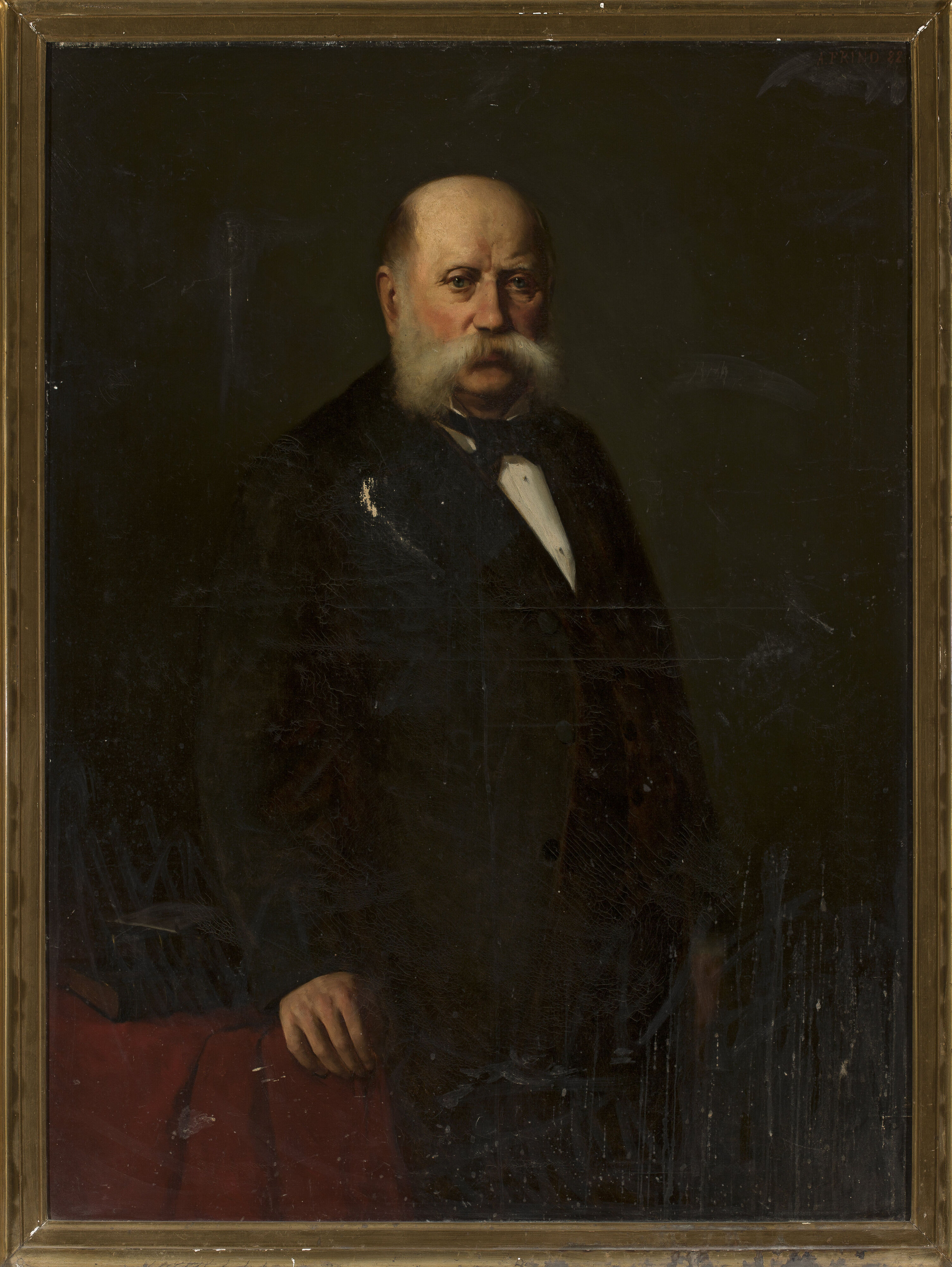
Carl Dittrich, Ölgemälde von August Frind

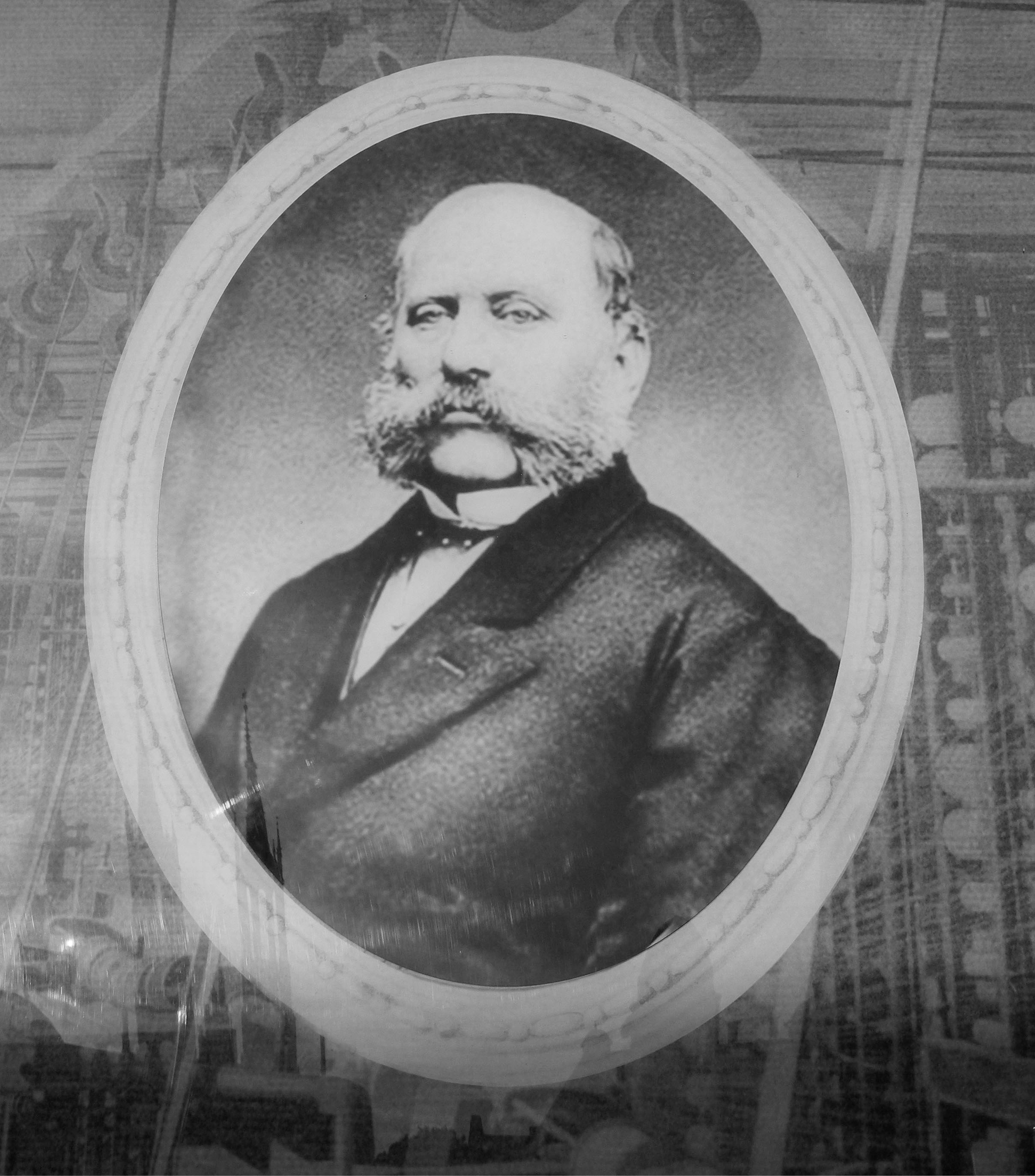
Karl August Dittrich

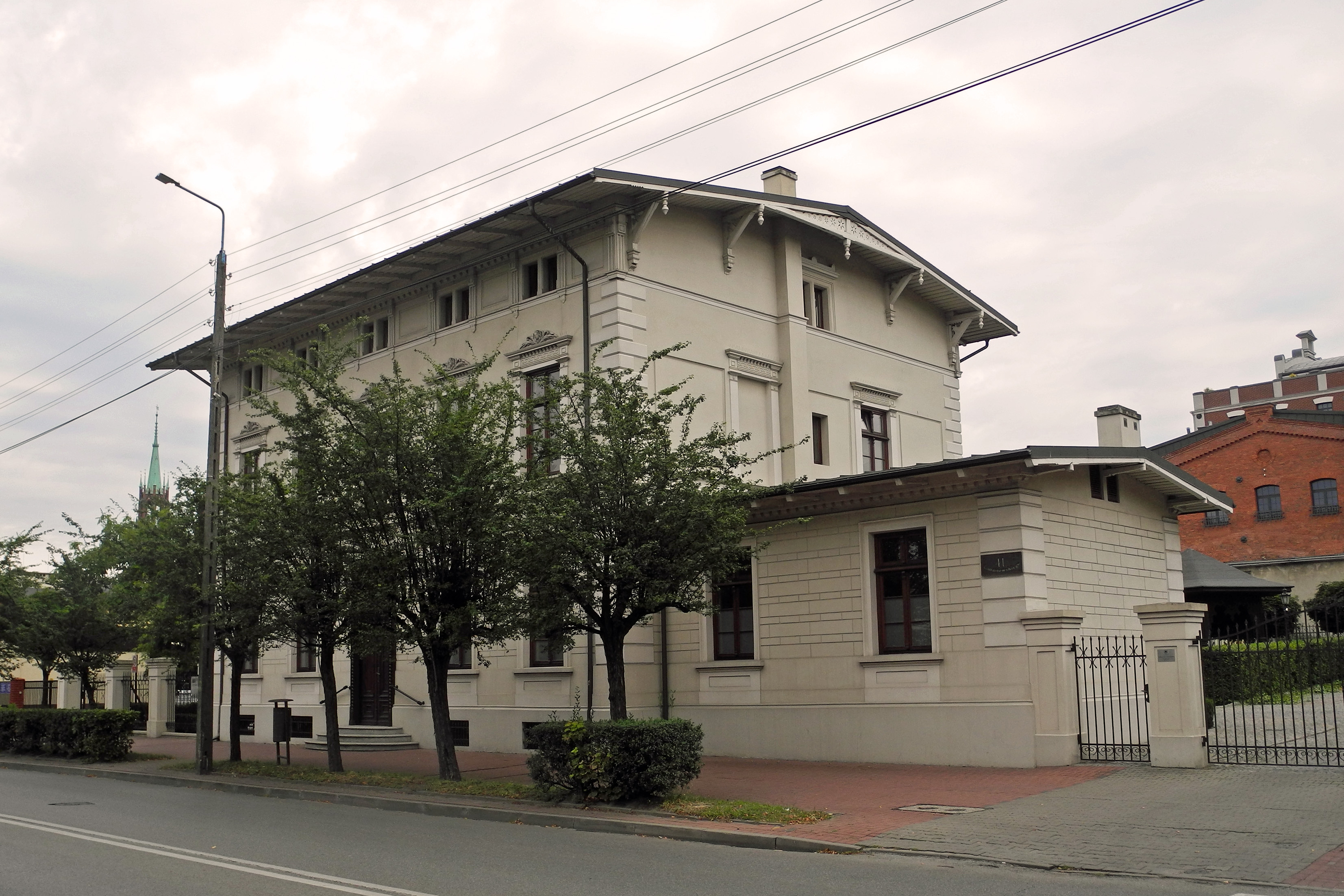
Tiroler Haus in Żyrardów

- Carl August Dittrich (ursprüngliche Schreibweise Dietrich; * 30. September 1819 in Leipzig; † 11. Januar 1886 in Schönlinde) war 1849 Mitbegründer des Unternehmens Hielle & Dittrich in Schönlinde. Als Sohn des Gastwirts Johann Georg Dittrich machte er eine Kaufmannslehre beim Export- und Importhaus Carl und Gustav Harkort in Leipzig und unternahm als Handelsvertreter viele Reisen nach Österreich. Das dabei angesparte Kapital ermöglichte ihm erfolgreiche Investitionen. Am 5. September 1848 heiratete er Theresia Elisabeth geb. May (1825–1912), eine Tochter des Kaufmanns Josef May (und Cousine von Flora Johanna Hielle geb. May) aus Schönlinde, Nr. 404. Aus der Ehe gingen fünf Kinder hervor, die Söhne Carl Dittrich jr. und der früh verstorbene Eduard sowie drei Töchter, Elisabeth Dittrich (1850–1914), Anna Dittrich (1857–1932) und Johanna Dittrich (1859–1919).[14] Während Carl August Dittrich die evangelische Konfession beibehielt, blieben seine Frau und die vier Kinder römisch-katholisch. Die Familie Dittrich bewohnte die Villa „Hirsch“ in Schönlinde, die nicht mehr existiert. Elisabeth Dittrich heiratete Eduard Hielle, den Sohn von Karl Theodor Hielle. Im Jahr 1860 ließ er die alte Nepomukkirche in Rumburg für die evangelische Gemeinde renovieren.[15] In den Jahren von 1867 bis 1871 erbaute Carl August Dittrich für seine Tochter Anna und seinen Schwiegersohn Louis Marcellin (1850–1889), einen österreichischen Kaufmann, ein Wohnhaus im Tiroler Stil, das sogenannte „Tiroler Haus“ in Żyrardów, das diese in den 1880er Jahren bewohnten. Es ist das älteste repräsentative Gebäude von Żyrardów, neben dem Wohnhaus befindet sich noch ein hölzernes Sommerhaus.[16][17][18] Die Mitglieder der Familie Dittrich wurden im Dittrich-Mausoleum in Schönlinde beigesetzt.[19][20]
- Gustav Wilhelm Dittrich (* 6. Februar 1815 in Leipzig; † 22. Mai 1890 in Dresden), ein Bruder von Carl August Dittrich, war von 1868 bis 1879 Teilhaber des Unternehmens in Żyrardów und Vorsteher der 1867 gegründeten Werkfeuerwehr. Seine Tochter Christiane Friederike Dittrich (1856–1943) war verheiratet mit Herrmann Louis Curt Späte, beider Sohn Herbert Späte (1881–1958) war bis 1945 der letzte geschäftsführende Gesellschafter und Prokurist von Hielle & Dittrich in Dresden.

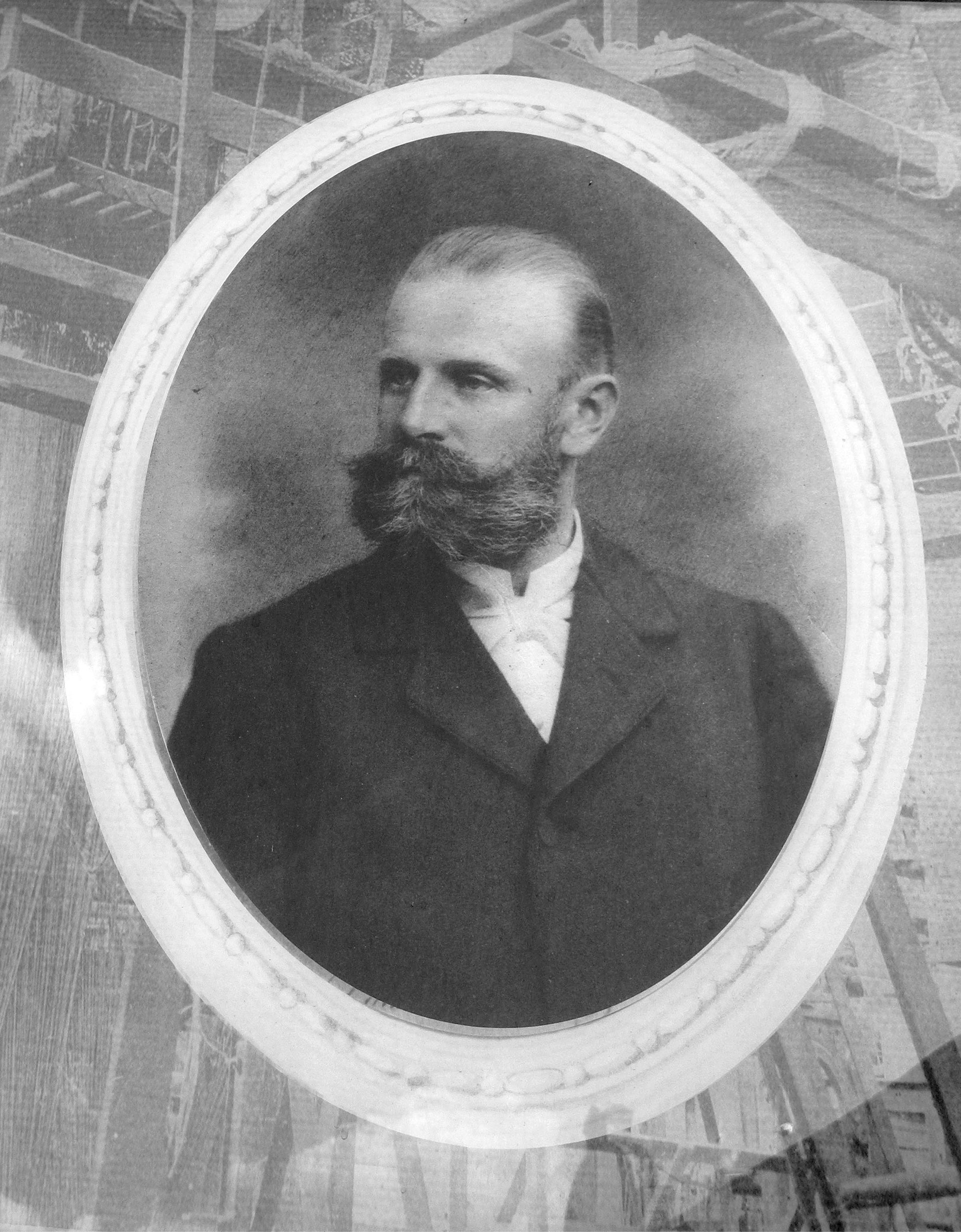
Carl Dittrich jr.

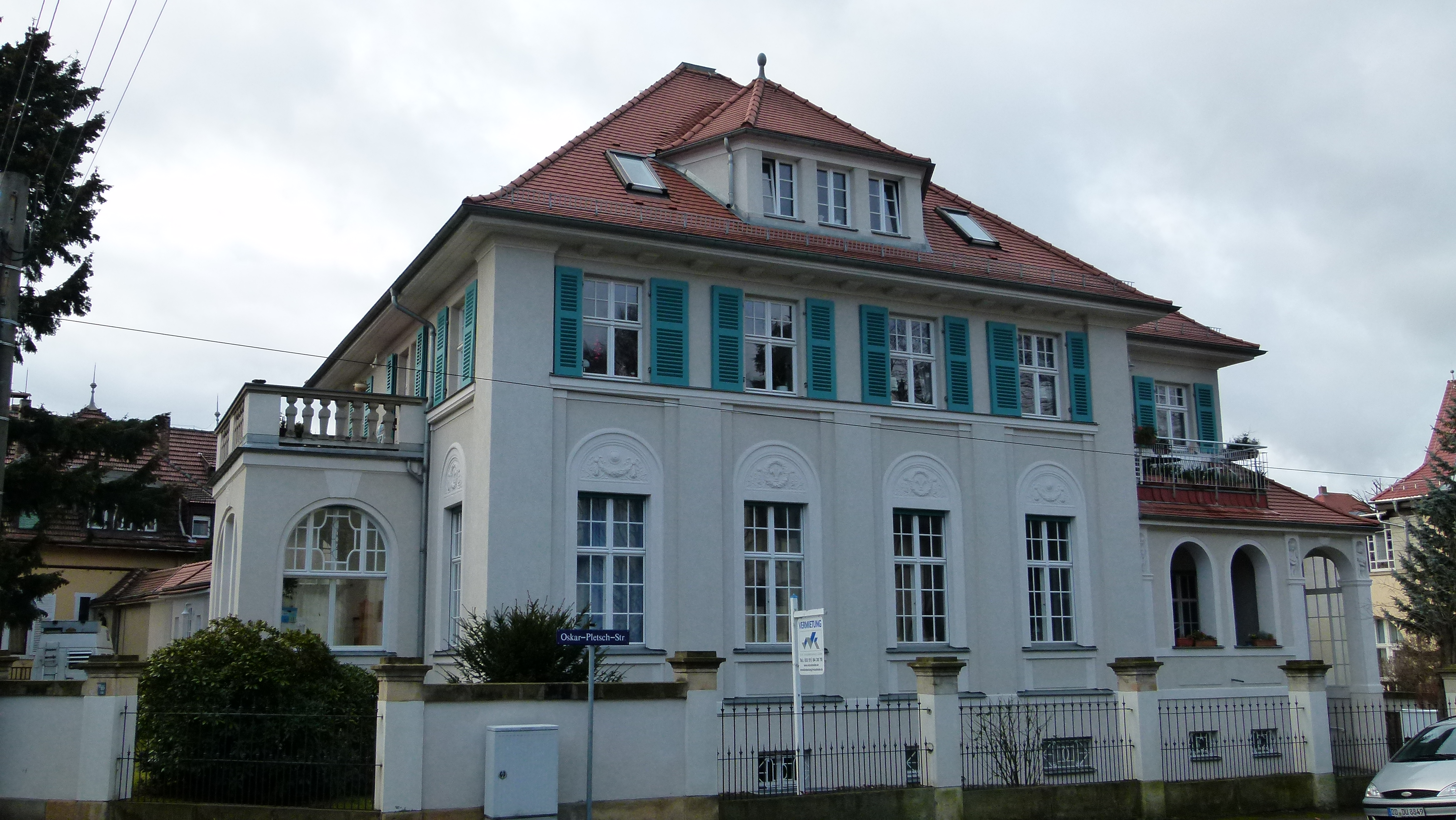
Villa in Dresden-Loschwitz, ehemals Ferdinandstraße 2, Sterbehaus von Carl Dittrich jr.

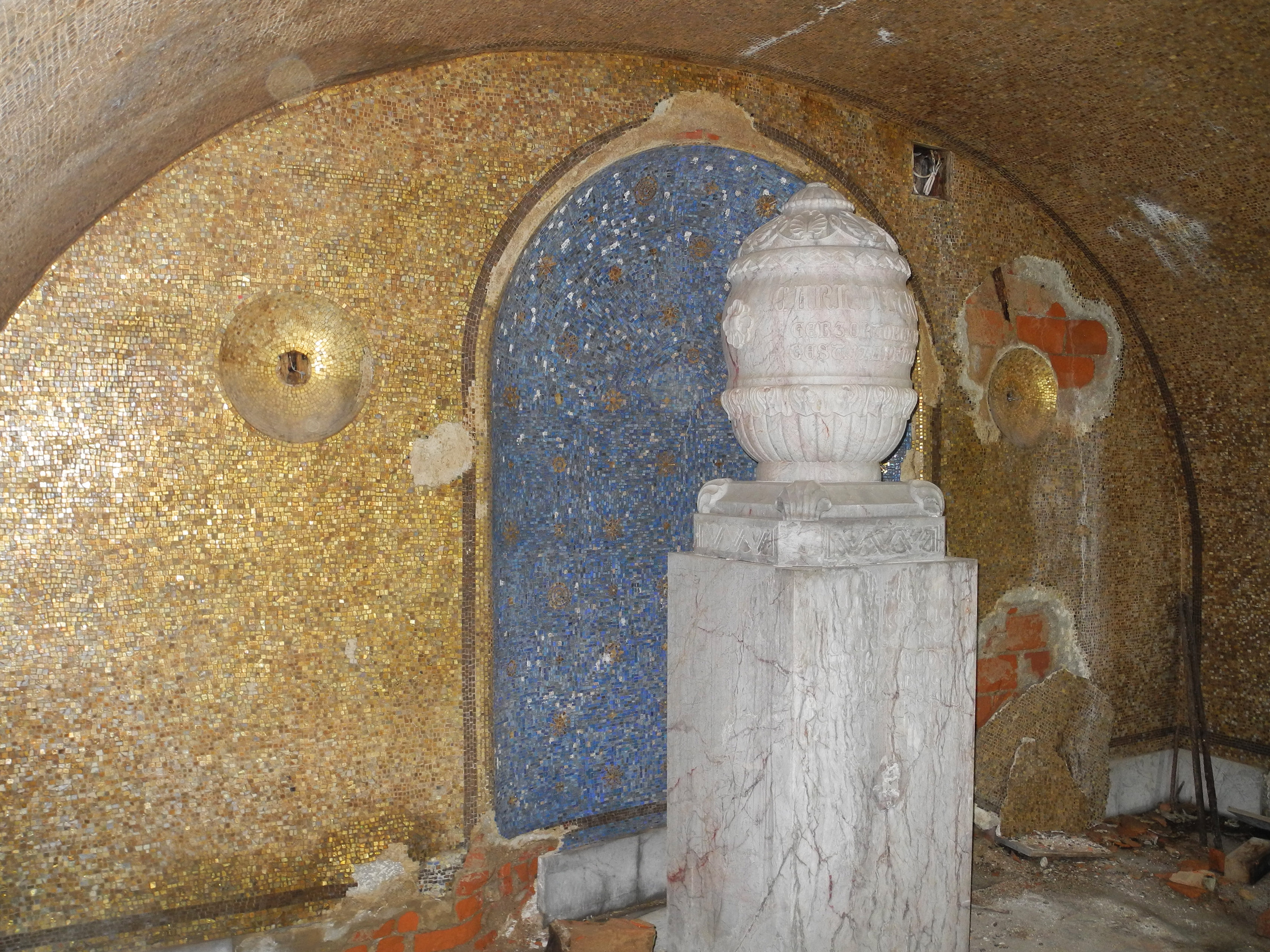
Schmuckurne zum Gedenken an Carl Dittrich jr. in der Krypta der Grabkapelle in Schönlinde

- Carl Dittrich jr. (* 3. Oktober 1853 in Schönlinde; † 17. April 1918 in Loschwitz bei Dresden) war ein Kaufmann, sozialer Unternehmer und Philanthrop, der von 1879 bis 1918 Teilhaber, bis 1899 Direktor bei Hielle & Dittrich in Żyrardów und eine der herausragendsten Persönlichkeiten in der Geschichte von Żyrardów war. Er erhielt zunächst eine technische Ausbildung am Polytechnikum Dresden und anschließend eine praktische Ausbildung in der Weberei von Nett Ogden in England. Noch zu Lebzeiten seines Vaters übernahm er in den 1880er Jahren die Leitung der Fabrik-Manufaktur in Żyrardow. Als Geschäftsführer der AG Zyrardower Manufacturen Hielle & Dittrich unterstützte er wichtige Investitionen der Gemeinde Żyrardow, z. B. den Bau von Kirchen, die Einrichtung eines katholischen und evangelischen Friedhofs, den Bau einer Schule und eines Krankenhauses. Außerdem förderte er die kulturellen Aktivitäten (Theatersaal (Resursa), Konzerthalle, Kegelbahn) und die Bedürfnisse auf dem Bildungssektor (Berufsschule, Universalbibliothek, Vorträge in Deutsch). Er übernahm die Schirmherrschaft für kulturelle Projekte und finanzierte Stipendien für talentierte Jugendliche aus Schönlinde und Żyrardów. In den Jahren von 1903 bis 1908 finanzierte er das Studium des Schriftstellers und Übersetzers Paweł Hulka-Laskowski (1881–1946) an der Ruprecht-Karls-Universität Heidelberg. Der „Hofmaler“ der Familie Dittrich war August Frind (1852–1924) aus Schönlinde, der die Porträts von Carl August Dittrich und Karl Hielle für die repräsentative Villa in Żyrardów und Altarbilder für die katholische St.-Borromäus-Kirche und die evangelische Himmelfahrtskirche in Żyrardów schuf. Neben Frind unterstützte er auch den aus Žyrardów stammenden Hulka-Laskowski, den späteren Übersetzer des Romans Der brave Soldat Schwejk von Jaroslav Hašek ins Polnische. In den Jahren von 1886 bis 1896 wurde für Carl Dittrich im Stadtpark eine repräsentative Villa im Stil der französischen Neorenaissance errichtet, in der er aber nie gelebt hat, und die jetzt als Westmasowisches Museum Żyrardów genutzt wird.[21] Im Jahr 1899 verkaufte er seine privaten Anteile an der Aktiengesellschaft der Żyrardów-Werke. Den Erlös (etwa 800.000 Rubel) setzte er für wohltätige und soziale Zwecke zugunsten der Mitarbeiter der Żyrardów-Werke ein, z. B. eine Altersrente sowohl für Beamte als auch für einfache Arbeiter. Außerdem unterstützte er damit u. a. den Betrieb eines Waisenhauses in Żyrardów, den Bau und die Unterhaltung eines Altenheims in Żyrardów und den Bau einer römisch-katholischen und einer evangelischen Kirche in Żyrardów sowie die Werkfeuerwehr und ein Fabrik-Orchester. Zusammen mit seinen drei Schwestern gründete er die Namensstiftung seines Vaters, die Angestellten und Arbeiter der Leinenfabriken verzinsliche Sparbücher mit 50 Rubel zur Verfügung stellte, falls diese regelmäßig 3 Prozent ihres monatlichen Einkommens ansparten. Er ging danach zurück nach Schönlinde, wo er seine wohltätigen Aktivitäten fortsetzte. So ließ er u. a. ein städtisches Krankenhaus und ein Genesungsheim für Kinder, den heutigen Sitz der Nationalparkverwaltung der Böhmischen Schweiz, erbauen. Er nahm an den Aktivitäten von Verbänden und Organisationen teil, darunter dem Gebirgsverein für das nördlichste Böhmen. Er wurde in der Dittrich-Grabkapelle in Krásná Lípa beigesetzt, die er für seinen Vater hatte erbauen lassen.[22]
- Erben: Da Carl Dittrich jr. keine Nachkommen hatte, ging das Erbe an seine Schwestern Anna Marcellin (1857–1932) und Johanna Petersmann (1859–1919) und deren Ehemann, den späteren Leipziger Druckereibesitzer Josef Mathias Petersmann (* 3. Januar 1884 in Agram; † 20. Januar 1942 in Leipzig). Das Unternehmen Hielle & Dittrich wurde bis 1945 vom geschäftsführenden Gesellschafter Herbert Späte (1881–1958) weitergeführt.[23]

## Weitere Besitzungen
- seit 1901: Sanatorium Frankenstein in Rumburg (Podhájí)[24][25]
- Landwirtschaftliche Güter im Bezirk Saaz und im Bezirk Podersam, die z. T. aber im Jahr 1920 im Rahmen der Bodenreform in der Ersten Tschechoslowakischen Republik enteignet wurden, z. B. in Gödesin (Dětaň), Horatitz (Hořetice, Ortsteil von Žiželice u Žatce) und Mohr (Mory, Ortsteil von Podbořany).[26]
- Gut Lischnitz: Das Majoratsgut in Lischnitz mit kleinem Renaissance-Herrenhaus wurde 1907 von Hielle & Dittrich gekauft und blieb bis 1945 in deren Besitz.[27]
- Molkerei Teplitz, bis 1930
- Zuckerfabrik Hawran: Im Jahr 1881 errichtete Carl August Dittrich auf seinem Gut in Hawran (Havraň) die Zuckerfabrik Hielle & Dittrich, die von seinem Sohn Carl Dittrich jr. später an die Zuckerraffinerie Nestomitz (Neštěmice, Ortsteil von Ústí nad Labem) verkauft wurde.[28]
- Mietshaus in Lodz (Łódź), Piotrkowska-Straße 26: 1867 erfolgte der Kauf des Grundstücks mit einem kleinen Mehrfamilienwohnhaus, auf dem 1882 von den Architekten Ignacy Markiewicz und Hilary Majewski ein neues viergeschossiges Gebäude errichtet wurde, das Lager und Verkaufsstelle der Żyrardower Manufaktur beherbergte, in der deren Erzeugnisse wie Stoffe, Decken, Unterwäsche, Bettwäsche und Tischdecken verkauft wurden. Der Verkauf des Hauses erfolgte im Jahr 1908.[29]
- Drei Villen in Dresden-Loschwitz, Ferdinandstraße 2, 4 und 8 (heutige Adresse: Oskar-Pletsch-Straße 1, An der Berglehne 11 und 7). Sie blieben nach dem Tod von C. Dittrich jr. im Jahr 1918 für fünf Jahre unbewohnt.[30]

## Weitere Textilunternehmen in Krásná Lípa
In Schönlinde gab es seit der Mitte des 19. Jahrhunderts bis ins 20. Jahrhundert eine Reihe von Textilfabrikanten.
- Hielle & Wünsche
- Stefan Schindler, später Strumpffabrik Joseph Franz Palme
- Gustav Jäger
- Joseph Heinrich Vatter
- Edwin Jäger
- ROHI (Weberei) / Rolf Hielle (Gummitextilienfabrik)
- Hielle & Koch